# Burgh Island
Burgh Island è un'isola tidale inglese che si trova nella costa sud del Devon, a 18 miglia dalla città di Plymouth. Questo luogo è noto per essere stato il posto in cui la scrittrice Agatha Christie trascorreva momenti di riposo e scriveva le proprie opere, divenendone anche l'ambientazione per due suoi celebri gialli: Corpi al sole e Dieci piccoli indiani. Per tale motivo Burgh Island è considerato un luogo importante nella storia della letteratura del Regno Unito.

## Edifici
Sull'isola, nel corso del tempo, sono stati costruiti diversi manufatti. George H. Chirgwin, importante artista della music hall, costruì un'abitazione in legno sull'isola nel 1890. Successivamente il produttore cinematografico Archibald Nettlefold, divenutone nel frattempo proprietario nel 1927, edificò un hotel in stile art déco, tipico di quell'epoca. Per tutti gli anni trenta, l'hotel ebbe un notevole successo per poi essere convertito, nel secondo conflitto mondiale, a luogo di recupero per i feriti dell'aeronautica militare inglese. Ritornato alla sua funzione originaria, l'hotel ha visto numerose personalità soggiornare al proprio interno tra cui, oltre ad Agatha Christie, anche i Beatles.

## Trasporti
Durante la bassa marea, l'isola è raggiungibile a piedi o con autoveicoli. Con l'alta marea è accessibile attraverso un veicolo apposito chiamato sea tractor.